# Pseudamphinotus
Pseudamphinotus is een geslacht van rechtvleugeligen uit de familie doornsprinkhanen (Tetrigidae). De wetenschappelijke naam van dit geslacht is voor het eerst geldig gepubliceerd in 1979 door Günther.

## Soorten
Het geslacht Pseudamphinotus  is monotypisch en omvat slechts de volgende soort:
- Pseudamphinotus schoutedeni (Günther, 1939)